# Pielgrzymka (Neder-Silezië)
Pielgrzymka (Duits: Pilgramsdorf) is een dorp in het Poolse woiwodschap Neder-Silezië, in het district Złotoryjski. De plaats maakt deel uit van de gemeente Pielgrzymka en telt 774 inwoners.